# العلاقات الروسية الفانواتية
العلاقات الروسية الفانواتية هي العلاقات الثنائية التي تجمع بين روسيا وفانواتو.

## مقارنة بين البلدين
هذه مقارنة عامة ومرجعية للدولتين:
| وجه المقارنة                                              | روسيا                                   | فانواتو                                  |
| --------------------------------------------------------- | --------------------------------------- | ---------------------------------------- |
| المساحة (كم2)                                             | 17.08 مليون                             | 12.19 ألف                                |
| عدد السكان (نسمة)                                         | 146.80 مليون                            | 276.24 ألف                               |
| الكثافة السكانية (ن./كم²)                                 | 8.59                                    | 22.66                                    |
| العاصمة                                                   | موسكو                                   | بورت فيلا                                |
| اللغة الرسمية                                             | اللغة الروسية                           | اللغة البسلاما، لغة فرنسية، لغة إنجليزية |
| العملة                                                    | روبل روسي                               | فاتو فانواتي                             |
| الناتج المحلي الإجمالي (بليون دولار)                      | 1.58 تريليون                            | 862.88 مليون                             |
| الناتج المحلي الإجمالي (تعادل القوة الشرائية) بليون دولار | 3.69 تريليون                            | 790.76 مليون                             |
| الناتج المحلي الإجمالي الاسمي للفرد دولار أمريكي          | 9.09 ألف                                | 2.81 ألف                                 |
| الناتج المحلي الإجمالي للفرد دولار أمريكي                 |                                         | 3.03 ألف                                 |
| مؤشر التنمية البشرية                                      | 0.798                                   | 0.594                                    |
| رمز المكالمات الدولي                                      | +7                                      | +678                                     |
| رمز الإنترنت                                              | .ru، .рф، .рус ‏، .su                    | .vu                                      |
| المنطقة الزمنية                                           | Magadan Time ‏، ت ع م+02:00، ت ع م+12:00 | ت ع م+11:00                              |

## منظمات دولية مشتركة
يشترك البلدان في عضوية مجموعة من المنظمات الدولية، منها:
| علم المنظمة | اسم المنظمة                        | تاريخ انضمام روسيا | تاريخ انضمام فانواتو |
| ----------- | ---------------------------------- | ------------------ | -------------------- |
|             | مؤسسة التنمية الدولية              | 16 يونيو 1992      | 28 سبتمبر 1981       |
|             | منظمة التجارة العالمية             | 22 أغسطس 2012      | ?                    |
|             | المنظمة الهيدروغرافية الدولية      | ?                  | ?                    |
|             | مؤسسة التمويل الدولية              | 12 أبريل 1993      | 28 سبتمبر 1981       |
|             | منظمة حظر الأسلحة الكيميائية       | ?                  | ?                    |
|             | الأمم المتحدة                      | 24 أكتوبر 1945     | 15 سبتمبر 1981       |
|             | الاتحاد الدولي للاتصالات           | 1866               | 30 مارس 1988         |
|             | البنك الدولي للإنشاء والتعمير      | 16 يونيو 1992      | 28 سبتمبر 1981       |
|             | الاتحاد البريدي العالمي            | ?                  | ?                    |
|             | وكالة ضمان الاستثمار متعدد الأطراف | 29 ديسمبر 1992     | 27 يوليو 1988        |
|             | يونسكو                             | 21 أبريل 1954      | 10 فبراير 1994       |

## وصلات خارجية
- موقع وزارة الخارجية الروسية